# Яровенко Олександр Євгенійович
 Олександр Євгенійович Яровенко (19 грудня 1987, Алмати, Казахська РСР) — український футболіст, нападник. Син футболіста збірної СРСР Євгена Яровенка.

## Біографія
Вихованець ДЮСШ-12 з міста Дніпропетровськ. Перший тренер — Анатолій Миколайович Зюзь.
На початку 2004 року перебрався в академію донецького «Шахтаря», де займався під керівництвом Юрія Олександровича Беличенка. А після випуску потрапив у «Шахтар-3» з Другої ліги, яким керував його батько Євген Яровенко, де і дебютував у професійному футболі. 2006 року також три рази виходив на заміни в матчах «Шахтаря-2» в Першій лізі під керівництвом Миколи Івановича Федоренка, проте пробитись до основної команди так і не зумів.
Влітку 2006 року став гравцем криворізького «Кривбаса», проте виступав виключно за дублюючий склад і наприкінці року покинув команду, переїхавши до Казахстану, в якому народився, де протягом двох сезонів знову грав під керівництвом батька за клуб «Єсіль-Богатир» з Петропавловська.
На початку 2009 року повернувся до України, підписавши контракт з друголіговою дніпродзержинською «Сталлю», але закріпитися в основному складі команди не зумів і по завершенню сезону перейшов у інший друголіговий клуб — «Дніпро-75», де став лідером команди.
На початку 2010 року команда через брак фінансування знялася зі змагань і Яровенко на правах вільного агента перейшов у першоліговий харківський «Геліос», де провів лише півроку, після чого перейшов в армянський «Титан».
З 23 березня 2012 року виступає за першоліговий клуб «Нафтовик-Укрнафта» з Охтирки. У новому клубі швидко став одним із лідерів команди, знову виступаючи під керівництвом батька, який покинув команду наприкінці 2013 року.
З 2014 по 2015 рік грав за казахстанський клуб «Тараз», після чого на початку 2016 року відправився до тимчасово окупованого Криму, де виступав у місцевому «Рубіні» (Ялта).
Наступного року повернувся до материкової України, де грав за низку нижчолігових клубів, а також недовго у Чорногорії за місцевий «Ком».